# مصطفى القاطبزادي
مصطفى القاطبزادي (ولد عام 1889 في تونس - توفي 4 مارس 1994 في إسطنبول بتركيا) كان مديرًا تركيًا لكرة القدم، وكان يدير نادي فنربخشة التركي لكرة القدم. أدار الفريق بين 1921-1924 وفاز ببطولة دوري إسطنبول 1922-23. كما كان مديرًا لفريق مباراة كأس هارينغتون العام.
أسس أول فريق شبابي في تاريخ كرة القدم التركية. كما أسس أكاديمية فنربخشة ودرب الصغار بين عامي 1909-1911. لعب زكي رضا سبوريل وحسن كامل سبوريل وحكمت توبوزر في الأكاديمية تحت إدارته.
كما كان عضوًا في لجنة الاتحاد والترقي وهو معروف بإقالته من جميع اللاعبين الذين رفضوا الانضمام إلى الجيش خلال حرب الاستقلال التركية.